# Ленинград 46
«Ленингра́д 46» (написание названия стилизуется как «ЛЕНИНГРАД ★ 46») — российский остросюжетный детективный многосерийный телевизионный художественный фильм 2015 года,  режиссёра Игоря Копылова. Повествует о драматических судьбах и мужестве людей, живущих в страдающем от разгула преступности  Ленинграде после победы в Великой Отечественной войне, в период с 1946 по 1948 годы.
Слоган фильма: «Война после войны».
Премьерный показ сериала состоялся 23 марта 2015 года на российском телеканале «НТВ». По данным исследовательской компании «TNS в России», первые две серии фильма в день премьеры посмотрело в среднем более трёх с половиной миллионов россиян старше четырёх лет. В среднем 14,8 % россиян проявили интерес к этой премьере. Средний рейтинг телесериала по России в первый день показа составил 5,4 %, по Москве — 5,3 %. В Москве эта картина привлекла внимание более семисот тысяч жителей, доля аудитории составила 14,6 %. 
Средний рейтинг сериала по России за 2015 год составил 6,0 %, в «Топ-10» фильм занял четвёртое место.
На украинском телевидении премьера состоялась 20 апреля 2015 года на телеканале «Интер».
С 14 марта по 7 апреля 2016 года картина была показана на телеканале «Россия-1».

## Сюжет
Действие фильма «Ленинград 46» происходит в 1946—1948 годах и повествует о суровой и подчас жестокой жизни в послевоенном Ленинграде. Город на Неве, только что переживший блокаду и ещё не оправившийся от голода, разрушений и смертей, накрывает разгул преступности, неравную борьбу с которой ведёт советская милиция.
Главные герои фильма — капитан милиции Юрий Алексеевич Ребров (Евгений Миллер) и Игорь Афанасьевич Данилов (Сергей Гармаш), бывший преподаватель русского языка и литературы в Ленинградском государственном университете. Их случайное знакомство происходит в вагоне поезда, после чего жизнь будет сводить их ещё не раз и не два…
В 1946 году, вернувшись с фронта в родной Ленинград, пережив немецкий плен, советский лагерь и штрафбат, пройдя лечение в госпитале после ранения, Данилов узнаёт о том, что потерял всё, что было у него до войны: жена Люся (Анна Табанина) давно получила на него похоронку и вышла замуж за высокопоставленного чиновника, она не позволяет Данилову видеться с подросшей дочерью, его комнату отдали другим людям, на работу его не берут из-за отсутствия прописки.
Немного придя в себя, Игорь Данилов решает, что отныне целью его жизни будет: «мстить тем, кто сделал из него преступника, и пытаться снова увидеться с дочерью».
На помощь ему приходит только вор Лавр (Александр Лыков). Пытаясь добиться справедливости и отомстить тем, кто исковеркал его жизнь, Данилов неожиданно для себя окажется по другую сторону закона. В силу жизненных обстоятельств, он всё глубже будет погружаться в преступный мир послевоенного Ленинграда, постепенно превращаясь в одного из самых хитрых и опасных преступников — уголовного «авторитета» по прозвищу «Учитель».

## Список серий
Телесериал «Ленинград 46» включает в себя восемь фильмов, каждый из которых состоит из четырёх серий:
- фильм № 1 «Музыкант» — серии № 1-4; 1 серия — 1946 год, послевоенный Ленинград. Город, только что переживший блокаду и ещё не оправившийся от голода, разрушения, смертей вынужден противостоять преступности. Ленинградская милиция ведёт неравный бой с преступностью, накрывшей Ленинград после войны. В этой борьбе погибает начальник по борьбе с бандитизмом майор Кузьмин. Перед его сотрудниками стоит непростая задача: поймать неуловимую банду Вити «Музыканта» — жестокого, изощрённого грабителя и убийцы, у которого есть свой человек в милиции. В это же время в город прибывают Игорь Данилов — бывший преподаватель, ушедший на фронт, прошедший плен, лагеря, штрафбат и Глеб Тарасов («Князь») — одесский гастролёр, бандит, убийца. Жизнь сведёт их ещё не раз и не два.

2 серия — Чтобы выйти на след Вити «Музыканта», оперативники устраивают облавы на воровских «малинах». Один из уголовников сдаёт им антиквара Шраймана, который скупал у бандита краденные ценности. Тем временем Данилов узнает, что его жена замужем за другим и не даёт встретиться с дочерью. Он пытается вернуться на работу в вуз, встречается с ректором, однако из-за отсутствия прописки получает отказ. «Князь» знакомится с ленинградским уголовником «Воблой» и вместе с его людьми выносит квартиру Шраймана. Озлобленный Витя «Музыкант», чьи деньги хранил Шрайман, вычисляет и убивает людей «Воблы».
3 серия — На квартире работают оперативники, выживший свидетель рассказывает, что бойню устроил «Музыкант». Тарасов и «Вобла», скрываясь от Вити «Музыканта», прячутся у «Цыгана». Но он под давлением братвы собирается сдать знакомых. Люди «Музыканта» приезжают к нему и сталкиваются там с сотрудниками по борьбе с бандитизмом. «Князю» и «Вобле» удаётся уйти, захватив ненадолго в заложники одного из милиционеров. Тем временем Данилов обращается в район с просьбой пособить в устройстве на работу. Там ему обещают оказать поддержку, а уже на следующий день отказывают в помощи. «Князь», поняв, что ему нечего терять, организовывает налёт на воровской катран. Сотрудники отдела по борьбе с бандитизмом следят за антикваром Шрайманом, который отправляется на встречу с «Музыкантом», внезапно на них нападает капитан ОББ Немезов и убивает их, а после предупреждает преступника о захвате.
4 серия — Витя «Музыкант» делится с Немезовым грандиозной идеей: бандит рассчитывает напасть на поезд со спецгрузом — ценностями Эрмитажа, вывезенными из города во время войны. «Музыкант» требует, чтобы Немезов выяснил, когда прибывает состав с грузом и как его охраняют. «Вобла», пытаясь заслужить прощение Вити «Музыканта», хочет убить «Князя». Но «Князь» его опережает, а после предлагает «Музыканту» провернуть дело вместе. Но осторожный бандит хочет проверить гастролёра кровью. Тем временем, Данилов отчаявшись найти работу, на улице знакомиться с грузчиком вокзала Олегом. Олег предлагает Данилову тоже поработать грузчиком.
- фильм № 2 «Побег» — серии № 5-8;

1 (5) серия — Майору Реброву предлагают возглавить отдел по борьбе с бандитизмом. Ребров соглашается, но его новые подчинённые не очень то рады новому начальнику: он — «московский» и не знает специфики Ленинграда. Опытный Ребров пытается завоевать авторитет у сотрудников и вместе с ними идёт брать банду малолеток, промышляющих грабежами на рынке. А после знакомиться с журналистом «Ленинградской правды» Квасковым, пытающимся написать статью про Витю «Музыканта». После убийства, Данилов вынужден скрываться, оставшись без денег, жилья и родных, он пытается застрелиться. На помощь Игорю приходит только вор «Лавр». Теперь весь город узнает Данилова под прозвищем «Учитель». По окончании войны в Красногорском лагере для немецких военнопленных полным ходом идёт репатриация, в этом принимает участие немецкий антифашист Штефан Грасс, но заключённые готовят побег.
2 (6) серия — Спасённый Данилов рассказывает «Лавру» о своей горькой судьбе и тогда вор предлагает отомстить новому мужу, бывшей жены Данилова, снабженцу Мулярову. Но преступник грабит квартиру снабженца, а затем убивает хозяина. В этом ему помогает «Учитель». Милиция начинает расследовать убийство Мулярова. Соседка погибшего утверждает, что видела, как из квартиры выходил Данилов. Ребров расспрашивает бывшую жену Данилова, Люсю, но та понятия не имеет, где он может быть. Вскоре Данилов сам находит Люсю, и она настойчиво предлагает бывшему мужу сдаться, но тот сбегает из квартиры. В это же время из лагеря для немецких военнопленных под Ленинградом сбегает четверо заключённых, в том числе и Штефан Грасс.
3 (7) серия — Сотрудники отдела занимаются расследованием ограбления инкассаторов. Свидетели сообщают им, что грабители говорили по-немецки. Ребров уверен: нападение устроили сбежавшие немцы. Данилов предлагает «Лавру» схему, по которой можно вычислять обеспеченных людей и грабить их богатые квартиры. Ребров и его подчинённые пытаются поймать «Лавра» на живца, но наблюдательный Данилов вовремя обнаруживает милицейскую засаду и бандиты успевают скрыться. Немцы, вместе с уголовниками, пытаются перейти границу, но внезапно бандиты расстреливают немцев, в живых остаётся только Грасс.
- фильм № 3 «Точка невозврата» — серии № 9-12;
- фильм № 4 «Реквием» — серии № 13-16;
- фильм № 5 «Оборотни» — серии № 17-20;
- фильм № 6 «Чемпион города» — серии № 21-24;
- фильм № 7 «Последняя надежда» — серии № 25-28;
- фильм № 8 «Вера» — серии № 29-32.

## Роли исполняют

### В главных ролях
| Актёр                | Роль |
| -------------------- | --- |
| Сергей Гармаш        | Игорь Афанасьевич Данилов («Учитель»), по поддельному паспорту — Пётр Андреевич Ларионов (фильмы № 1-8 — серии № 1-32)                                                                                     |
| Евгений Миллер       | Юрий Алексеевич Ребров, (1-4 серии — Глеб Тарасов «Князь») капитан милиции (затем — майор), начальник отдела по борьбе с бандитизмом ленинградской милиции (фильмы № 1-8 — серии № 1-32)                   |
| Анна Табанина        | Людмила Александровна (Люся) Данилова (затем — Мулярова и Реброва), бывшая жена Игоря Данилова (фильмы № 1-8 — серии № 1-32)                                                                               |
| Алексей Горбунов     | Виктор (Витя «Музыкант»), главарь банды (фильм № 1 «Музыкант» — серии № 1-4). Арестован в 4 серии. |
| Александр Лыков      | Лаврентий Васильевич Фёдоров («Лавр»), главарь банды (фильм № 2 «Побег» — серии № 5-8; фильм № 3 «Точка невозврата» — серии № 9-12). Убит при задержании в 12 серии.                                       |
| Владислав Резник     | Аскольд Молчанов, кларнетист Московского филармонического оркестра (фильм № 4 «Реквием» — серии № 13-16). Убит Ребровым в 16 серии.                                                                        |
| Эдуард Флёров        | Всеволод Волков, бандит, бывший сотрудник ОБХСС (фильм № 5 «Оборотни» — серии № 17-20). Убит Воробьёвым в 20 серии.                                                                                        |
| Александра Богданова | Вера, экскурсовод Эрмитажа, любовница «Учителя» (фильм № 6 «Чемпион города» — серии № 21-24; фильм № 7 «Последняя надежда» — серии № 25-28; фильм № 8 «Вера» — серии № 29-32). Убита Юткевичем в 30 серии. |
| Елена Коренева       | Нина Александровна Преображенская, сестра подполковника Морозова (фильм № 6 «Чемпион города» — серии № 21-24). Арестована МГБ в 23 серии.                                                                  |
| Михаил Хмуров        | Степан Семёнович Куликов, тренер по боксу, главарь банды «боксёров» (фильм № 6 «Чемпион города» — серии № 21-24). Арестован ОББ в 24 серии.                                                                |
| Роман Курцын         | Сергей Панкратов, боксёр, член банды «боксёров» (фильм № 6 «Чемпион города» — серии № 21-24). Убит Ребровым в 24 серии.                                                                                    |
| Даниил Страхов       | Борис Земляков, сбежавший из пермской тюрьмы рецидивист, униформист в цирке, главарь залётной банды «циркачей» (фильм № 7 «Последняя надежда» — серии № 25-28). Убит Юткевичем в 28 серии.                 |
| Дмитрий Ульянов      | Михаил Губарев, инженер, начальник Волховской ГЭС (фильм № 7 «Последняя надежда» — серии № 25-28; фильм № 8 «Вера» — серии № 29-32)                                                                        |
| Андрей Мерзликин     | капитан РККА, командир штрафной роты Данилова (фильм № 8 «Вера» — серии № 29-32) |

### В ролях
| Актёр                   | Роль |
| ----------------------- | --- |
| Дмитрий Сутырин         | Пётр Иванович Карасёв, капитан/ бывший капитан милиции, сослуживец Юрия Реброва, бывший сотрудник отдела по борьбе с бандитизмом,уволился в 31 серии (фильмы № 1-8 — серии № 1-31)                                          |
| Михаил Касапов          | Николай Михайлович Нелепов, младший лейтенант, лейтенант, а затем старший лейтенант милиции, сотрудник отдела по борьбе с бандитизмом                                                                                       |
| Александр Аравушкин     | Дмитрий Александрович Морозов, подполковник милиции. Арестован за убийство Сивцова в 28 серии. |
| Владимир Матвеев        | Сергей Константинович Сивцов, первый секретарь Володарского райкома партии. Убит Морозовым в 28 серии. |
| Игорь Сергеев           | Виктор Михайлович Кузьмин, майор, начальник отдела по борьбе с бандитизмом ленинградской милиции (фильм № 1 «Музыкант» — серия № 1). Умер в 1 серии.                                                                        |
| Дмитрий Паламарчук      | Анатолий Немезов, капитан милиции, сотрудник отдела по борьбе с бандитизмом, информатор и член банды Вити «Музыканта» (фильм № 1 «Музыкант» — серии № 1-4). Убит Ребровым (Тарасовым) в 4 серии                             |
| Максим Дахненко         | «Вобла», главарь банды (фильм № 1 «Музыкант» — серии № 1-4). Убит Ребровым (Тарасовым) в 4 серии. |
| Владимир Богданов       | Александр Муляров, высокопоставленный чиновник, снабженец, второй муж Людмилы Александровны (Люси) (фильм № 1 «Музыкант» — серии № 1-4; фильм № 2 «Побег» — серии № 5-8). Ранен Лавром и убит Даниловым в 6 серии           |
| Игорь Филиппов          | Штефан Грасс / Хельмут Хорст, лидер антифашистского движения в советском лагере для немецких военнопленных в Ленинграде / немецкий диверсант, штандартенфюрер СС (фильм № 2 «Побег» — серии № 5-8). Убит Ребровым в 8 серии |
| Виталий Коваленко       | Сергей Владимирович Квасков, журналист, корреспондент газеты «Ленинградская правда» / изменник Родины, агент Третьего рейха (фильм № 2 «Побег» — серии № 5-8). Убит Ребровым в 8 серии.                                     |
| Анастасия Бусыгина      | Валерия, любовница (на жаргоне — «маруха») бандита «Лавра» (фильм № 2 «Побег» — серии № 5-8). Убита при задержании в 12 серии.                                                                                              |
| Сергей Сафронов         | Ярослав Кондратьев, сбежавший из пермской тюрьмы рецидивист, униформист в цирке, член залётной банды «циркачей». Убит сотрудниками ОББ в 27 серии.                                                                          |
| Алёна Кучкова           | Александра Кондратьева, артистка цирка, воздушная гимнастка, сестра бандита Кондратьева, член залётной банды «циркачей». Убита Юткевичем в 28 серии.                                                                        |
| Наталья Калинина        | Антонина Павловна Кулакова, судья. Убита патрульными в 14 серии. |
| Евгений Леонов-Гладышев | Игнат Павлович Мордвинов, брат Антонины Кулаковой. Убит патрульными в 14 серии. |
| Ольга Павловец          | Екатерина Новикова, невеста Карасёва, инвалид войны. Застрелилась в 24 серии. |
| Андрей Астраханцев      | Олейников, оперативный сотрудник милиции. Убит людьми «Учителя» в 28 серии. |
| Роман Агеев             | Иван, член банды «Учителя». Убит Юткевичем в 32 серии. |
| Яков Шамшин             | Яков, член банды «Учителя». Убит при задержании в 28 серии. |
| Кирилл Ульянов          | Соломон Давидович, член банды «Учителя». Убит при задержании в 32 серии. |
| Михаил Елисеев          | Григорий (Александр Вениаминович Юткевич), член банды «Учителя». Убит Даниловым в 32 серии, но возможно выжил. |
| Андрей Шарков           | Ефим Маркович Шрайман, антиквар, скупщик краденого. Убит Земляковым в 26 серии. |
| Елизавета Кутузова      | Наталья Игоревна (Наташа) Данилова, дочь Игоря Данилова и Людмилы |
| Наталья Нестерова       | Клавдия Ильинична, бывшая соседка Даниловых |
| Дмитрий Воробьёв        | Александр Юрьевич Перепёлкин, ректор |
| Анатолий Горин          | эксперт |
| Вадим Яковлев           | «Пастух», преступный авторитет. Убит Степаном Завьяловым в 12 серии. |
| Сергей Русскин          | Евгений Семёнович Захаров, заведующий складом. Убит Даниловым в 19 серии. |
| Владимир Маслаков       | Воробьёв, капитан, комендант поселения. Арестован ОББ в 20 серии. |
| Кирилл Полухин          | Степан Завьялов, главарь банды. Убит Даниловым в 16 серии. |
| Александр Рязанцев      | отец Веры |

## Создание фильма
У фильма «Ленинград 46» было несколько рабочих названий — «Война», «Невский». Было ещё название, придуманное режиссёром Игорем Копыловым — «Город Ленина после Победы». Название не оставили, но в фильме есть эпизод, где висит такой плакат: «Город Ленина после Победы». В итоге было выбрано название «Ленинград 46», отсылающее зрителей к знаменитому советскому фильму «Тегеран-43» 1981 года.
- Съёмки фильма длились полтора года[9].
- Для съёмок уличных сцен движение по улицам Санкт-Петербурга перекрывали, пускали по ним старинные трамваи и автомобили, а также массовку в костюмах послевоенной эпохи. Местами съёмок были выбраны Дворцовая площадь, Литейный проспект, набережные реки Мойки и Лебяжей канавки и другие улицы. Во время съёмок сцен в кабинетах и других помещениях использовались газеты послевоенных лет, а по радио звучали новости того времени[10].
- Для декораций выбирались самые старые, «нелощёные» кварталы Санкт-Петербурга[11].
- Для героя Сергея Гармаша был специально найден и полностью отреставрирован немецкий автомобиль военного времени марки «DKW»[12].

Игорь Копылов, режиссёр-постановщик, креативный продюсер и сценарист фильма «Ленинград 46»:

«Да, наш фильм сделан в чёрно-белой гамме, как и „Ликвидация“, и у нас тоже действует отдел по борьбе с бандитизмом. Но в „Ликвидации“ дело было в Одессе, в фильме „Место встречи изменить нельзя“ — в Москве, а у нас — Ленинграде. Атмосфера этого потрясающего города с его реками, каналами и разводными мостами, с его культурным бэкграундом даёт возможность снять эпическое полотно о послевоенном времени.»

## Награды
- 2015 — Приз «Лучший продюсер» на XVI Международном телекинофоруме «Вместе» продюсерам Инессе Юрченко и Сергею Щеглову за сериал «Ленинград 46».
- 2016 — профессиональный приз Ассоциации продюсеров кино и телевидения России (АПКиТ РФ) в области телевизионного кино (IV церемония) за лучшие отечественные телевизионные фильмы и сериалы, вышедшие в эфир в 2015 году[14][15][16][17]:
  - «Лучший телевизионный сериал (более 24 серий)»;
  - «Лучший актёр телевизионного фильма/сериала» — Сергей Гармаш за роль Игоря Афанасьевича Данилова («Учителя»).